# Jean Agélou

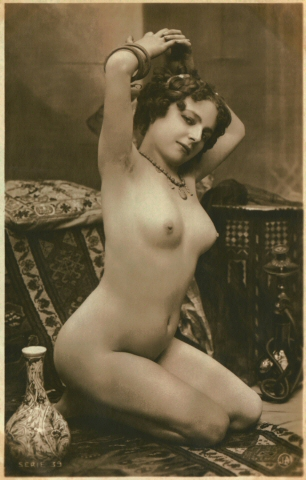
Fernande (Fernande Barrey), su modelo preferida, fotografiada por Jean Agélou, en los años 1910.

Jean Agélou (Alejandría, Egipto, 16 de octubre de 1878- Gien, Loiret, Francia, 2 de agosto de 1921) fue un fotógrafo francés especializado en desnudos femeninos, rama o modalidad en la que llegó a ser el mayor productor de tarjetas postales durante el período 1908-1916. Su modelo preferida fue la francesa Fernande Barrey (1893-1960).

## Biografía
Empezó publicando sus obras en la revista L'Étude académique, teóricamente destinada a los artistas, pero que llegaría a tener 20 000 suscriptores, y, posteriormente, fue editor de tarjetas postales.  
El desnudo integral en fotografías fue prohibido en 1908 en Francia, por lo que estas imágenes empezaron a circular clandestinamente y sus autores tenían que actuar con discreción. Jean Agélou firmaba sólo con sus iniciales. Las postales eróticas se vendían por correspondencia en sobres cerrados. 
Jean Agélou murió, junto con su hermano Georges, en un accidente de automóvil, cuando tenía 43 años. Georges se ocupaba de la comercialización y Jean de la selección de modelos y de las fotografías, que realizaba en un estudio con luz natural. Las telas de fondo, que representaban distintos tipos de decorados, estaban hechas por pintores. 